# Pseudodoloria plax
Pseudodoloria plax is een mosselkreeftjessoort uit de familie van de Cypridinidae. De wetenschappelijke naam van de soort is voor het eerst geldig gepubliceerd in 1994 door Kornicker.